# The Brothers !
| Recensione | Giudizio |
| ---------- | -------- |
| AllMusic   |          |

The Brothers ! è un album discografico a nome Cohn, Perkins, Kamuca, pubblicato dalla casa discografica RCA Victor Records nel febbraio del 1956.

## Tracce

### LP
Lato A
1. Blixed – 2:45 (Bill Potts) – Registrato il 25 giugno 1955
2. Kim's Kaper – 3:10 (Bill Perkins) – Registrato il 24 giugno 1955
3. Rolling Stone – 3:05 (Bob Brookmeyer) – Registrato il 24 giugno 1955
4. Sioux Zan – 3:05 (Nat Pierce) – Registrato il 25 giugno 1955
5. The Walrus – 2:45 (Al Cohn) – Registrato il 25 giugno 1955
6. Blue Skies – 3:08 (Irving Berlin) – Registrato il 24 giugno 1955

Lato B
1. Gay Blade – 3:14 (Bob Brookmeyer) – Registrato il 24 giugno 1955
2. Three of a Kind – 3:10 (Nat Pierce) – Registrato il 24 giugno 1955
3. Hags! – 3:16 (Bill Potts) – Registrato il 25 giugno 1955
4. Pro-Ex – 3:01 (Bill Perkins) – Registrato il 24 giugno 1955
5. Strange Again – 3:16 (Bill Potts) – Registrato il 25 giugno 1955
6. Cap Snapper – 3:36 (Al Cohn) – Registrato il 25 giugno 1955

### CD
Edizione CD del 2006, pubblicato dalla Mosaic Records (MCD-1003)
1. Blixed – 3:45 (Bill Potts)
2. Kim's Kaper – 3:10 (Bill Perkins)
3. Rolling Stone – 3:05 (Bob Brookmeyer)
4. Sioux Zan – 3:05 (Nat Pierce)
5. The Walrus – 2:45 (Al Cohn)
6. Blue Skies – 3:08 (Irving Berlin)
7. Gay Blade – 3:14 (Bob Brookmeyer)
8. Three of a Kind – 3:10 (Nat Pierce)
9. Hags! – 3:16 (Bill Potts)
10. Pro-Ex – 3:01 (Bill Perkins)
11. Strange Again – 3:16 (Bill Potts)
12. Cap Snapper – 3:36 (Al Cohn)
13. Memories of You – 2:59 (Andy Razaf, Eubie Blake) – Traccia bonus - Registrato il 24 giugno 1955
14. Saw Buck – 3:18 (Nat Pierce) – Traccia bonus - Registrato il 25 giugno 1955
15. Chorus for Morris – 3:19 (Nat Pierce) – Traccia bonus - Registrato il 25 giugno 1955
16. Slightly Salty – 3:15 (Richie Kamuca) – Traccia bonus - Registrato il 24 giugno 1955

## Musicisti
Blixed / Sioux Zan / The Walrus / Hags! / Strange Again / Cap Snapper / Saw Buck / Chorus for Morris
- Richie Kamuca - sassofono tenore
- Al Cohn - sassofono tenore
- Bill Perkins - sassofono tenore
- Hank Jones - piano
- Sam Beethoven - chitarra
- John Beal - contrabbasso
- Chuck Flores - batteria

Kim's Kaper / Rolling Stone / Blue Skies / Gay Blade / Three of a Kind / Pro-Ex / Memories of You / Slightly Salty
- Richie Kamuca - sassofono tenore
- Al Cohn - sassofono tenore
- Bill Perkins - sassofono tenore
- Hank Jones - piano
- Barry Galbraith - chitarra
- John Beal - contrabbasso
- Chuck Flores - batteria[2]